# Incahuasi (Ayacucho)
Pour les articles homonymes, voir Incahuasi.
Incahuasi, ou "Inkawasi" ou "Inka Wasi"  (Du Quechua "inka" = Inca et de "wasi" = maison, soit "Maison de l'Inca", hispanisé en Incahuasi) est un site archéologique au Pérou.
Il est situé à 3 290 m d'altitude à quelques centaines de mètres au nord du lac Parinacochas (606 km2) à l'ouest du volcan endormi Sara Sara (3 272 m), dans le district de Pullo, de la province de Parinacochas, l'une des onze provinces du département d'Ayacucho, au sud du pays.